# Rhinolophus smithersi
Rhinolophus smithersi — вид рукокрилих родини Підковикові (Rhinolophidae).

## Етимологія
|  | Ми вибрали видовий епітет в знак визнання Сміцерса (Reay Henry Noble Smithers (1907–1987), колишнього директора Національних музеїв Зімбабве, величезного збирача і дослідника ссавців, включаючи кажанів і автора важливих регіональних текстів по маммології Ботсвани, Зімбабве і Мозамбік, зокрема, його остаточне монографія - The Mammals of the Southern African Subregion. |

## Опис
Кажан малих розмірів, з довжиною передпліччя між 61 і 64 мм. Видає ультразвук близько 44-46 кГц.
Верхня частина тіла коричнево-сірого кольору, а низ трохи світліше. Нижня губа має один поздовжній паз, який проходить на підборідді. Хвіст довгий і входить повністю у велику хвостову мембрану.

## Поширення
Цей вид поширений в Зімбабве і в провінції Лімпопо, ПАР. Живе в саванах міомбо, де переважають дерева Brachystegia glaucescens і Баобаби.

## Звички
Напевно, знаходить притулок у печерах або дуплах дерев, зокрема Баобабах.